# Ван Ігуан
Ван Ігуан (王沂光, 1962) — сучасний китайський художник, захоплюється тибетськими краєвидами.

## Життєпис
Народився у 1962 році в області Іменські гори (провінція Шаньдун). під впливом старшого брата художника Ван Ідуна в ранньому віці перейняв пристрасть до живопису. Згодом поступив до Центральної Академію Мистецтв у Пекіні, яку закінчив її у 1990 році. З юнацьких років Ван брав участь у різних національних і міжнародних виставках, на додаток до багатьох художнім ярмарків у Пекіні, Гуанчжоу, Токіо та Гонконгу. Ван Ігуан натепер працює творчим проектувальником у Китайській залізничній будівельній корпорації.

## Творчість
Більшість праць Ван Ігуана натхненні красою Тибетських гір. З 2002 року він подовгу працював у Тибеті, досліджуючи тибетський спосіб життя, сповнений повагою до навколишнього середовища і природі. Оптимістичний настрій тибетців послужив нескінченним джерелом натхнення для створення його творів. Усі його картини говорять, що ця людина по справжньому закохана у Тибет. Молоді дівчатка, усміхнені, біжать через чудові тибетські рівнини, летять з тваринами — це алегоричний натяк художника на те, що «фейтянь» («літаючий дух», містичний персонаж китайського фольклору) дійсно існує. Безтурботний настрій цих молодих дівчаток глибоко надихнув художника. Його казкові картини, насамперед «Весна», «Річка до раю», «Річка, що біжить», звуть глядача ступити в паралельний, подібний казці світ спокою і тихою мрійливості. Через свої картини Ван Ігуан запрошує глядачів плекати красу, яка є життям. Часто зображуються летючі тварини, перш за все, яки та вівці. З ними завжди красиві тибетські дівчата.